# Oskar Bolza
Pour les articles homonymes, voir Bolza.
Oskar Bolza (1857-1942) est un mathématicien allemand.

## Biographie
Oskar Bolza est un étudiant de Felix Klein.
Il est connu pour ses recherches sur le calcul des variations, ayant été influencé par les conférences données en 1879 par Karl Weierstrass et dont le sujet était ce domaine des mathématiques.